# SOURCE MUSIC
Source Music（ソースミュージック、朝: 쏘스뮤직）は、ガールズグループを専門とする韓国の芸能事務所である。HYBE LABELS傘下。キャッチコピーは「理由と根拠のある音楽は聴く人々に感動を与える」。

## 沿革

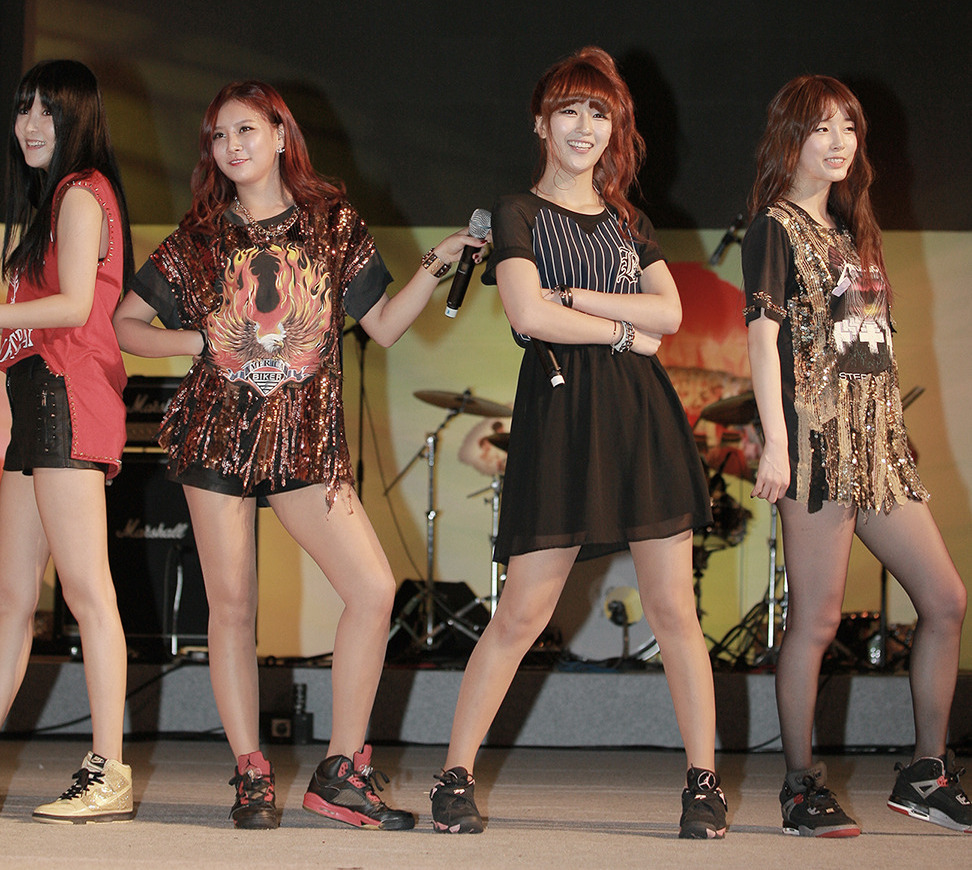
GLAM（2014年1月26日）

### 2009年
11月17日、SMエンタテインメントのタレントマネージャーを経て、H2エンターテインメントの代表を務めた、ソ・ソンジンによって設立された。
元5人組女性アイドルグループBaby V.O.Xメンバーのカン・ミヨンと契約。
2014年まで在籍した。
Big Hit Entertainment（現 BIGHIT MUSIC）所属の男女ボーカルトリオ「8eight」と合同契約。
2012年、Big Hit Entertainment（現 BIGHIT MUSIC）との合同4人組女性アイドルグループ「GLAM」を輩出。

### 2014年
男女ボーカルトリオ「8eight」のメンバーであるペク・チャンとジュヒの契約終了のため、解散。
「GLAM」のメンバーであるキム・ダヒが俳優のイ・ビョンホンに対する脅迫事件に関与したことにより、解散。

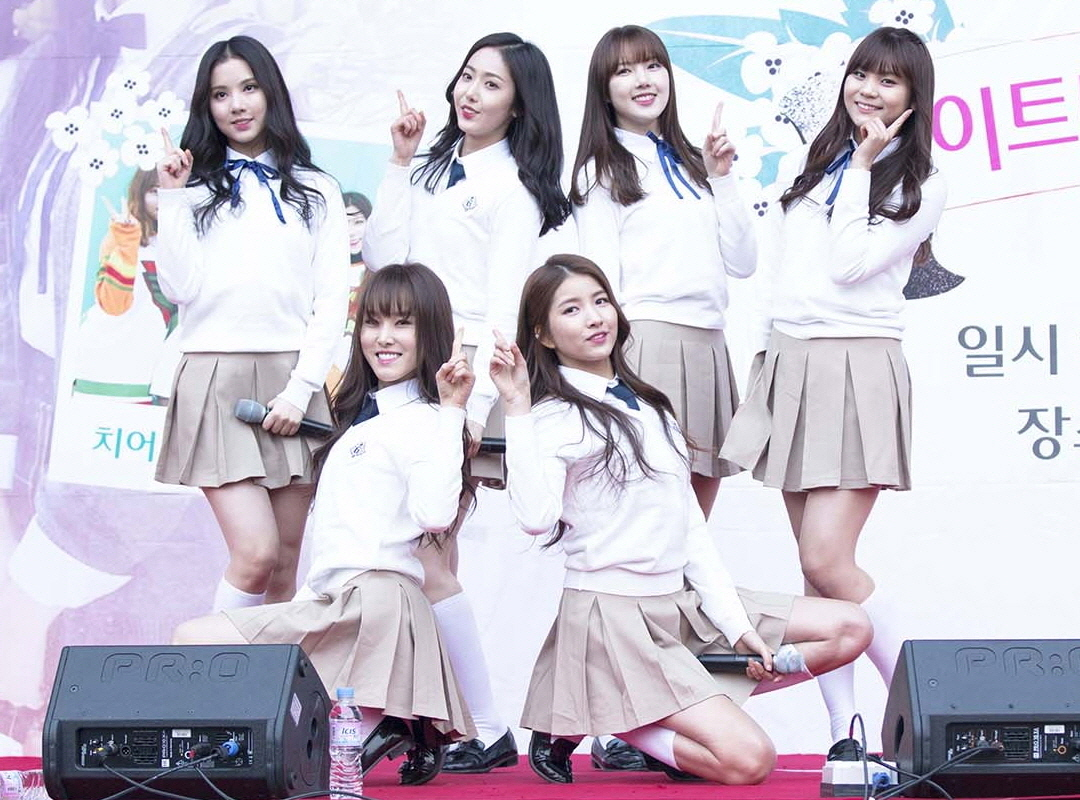
GFRIEND（2016年3月12日）

2015年1月15日、6人組女性アイドルグループ「GFRIEND」を輩出。

### 2019年
ビッグヒットミュージックと共催したグローバルオーディションを開催
7月29日、Big Hit Entertainment（現 HYBE）に買収され、Big Hit Labels（現 HYBE LABELS）傘下の子会社となった。
9月、Big Hit Entertainment（現 BIGHIT MUSIC）との合同ガールズグループが、
2021年にPLUS Global Auditionからデビューする見込みであることが明らかとなった。

### 2021年
3月22日、SOURCE MUSICを含むBig Hit Labels（現 HYBE LABELS）の各レーベルが、HYBEの新本社となる龍山区の龍山トレードセンターへ移転
5月22日、6人組女性アイドルグループ「GFRIEND」全メンバーとの専属契約が満了し、同グループは活動を終了した。
3月14日、同社が元HKT48・IZ*ONEの宮脇咲良、元IZ*ONEのキム・チェウォンと専属契約を結んだことがHYBEから発表された。また２人が、HYBEと共同名義では初となるガールズグループからデビュー予定であることも明かされた。

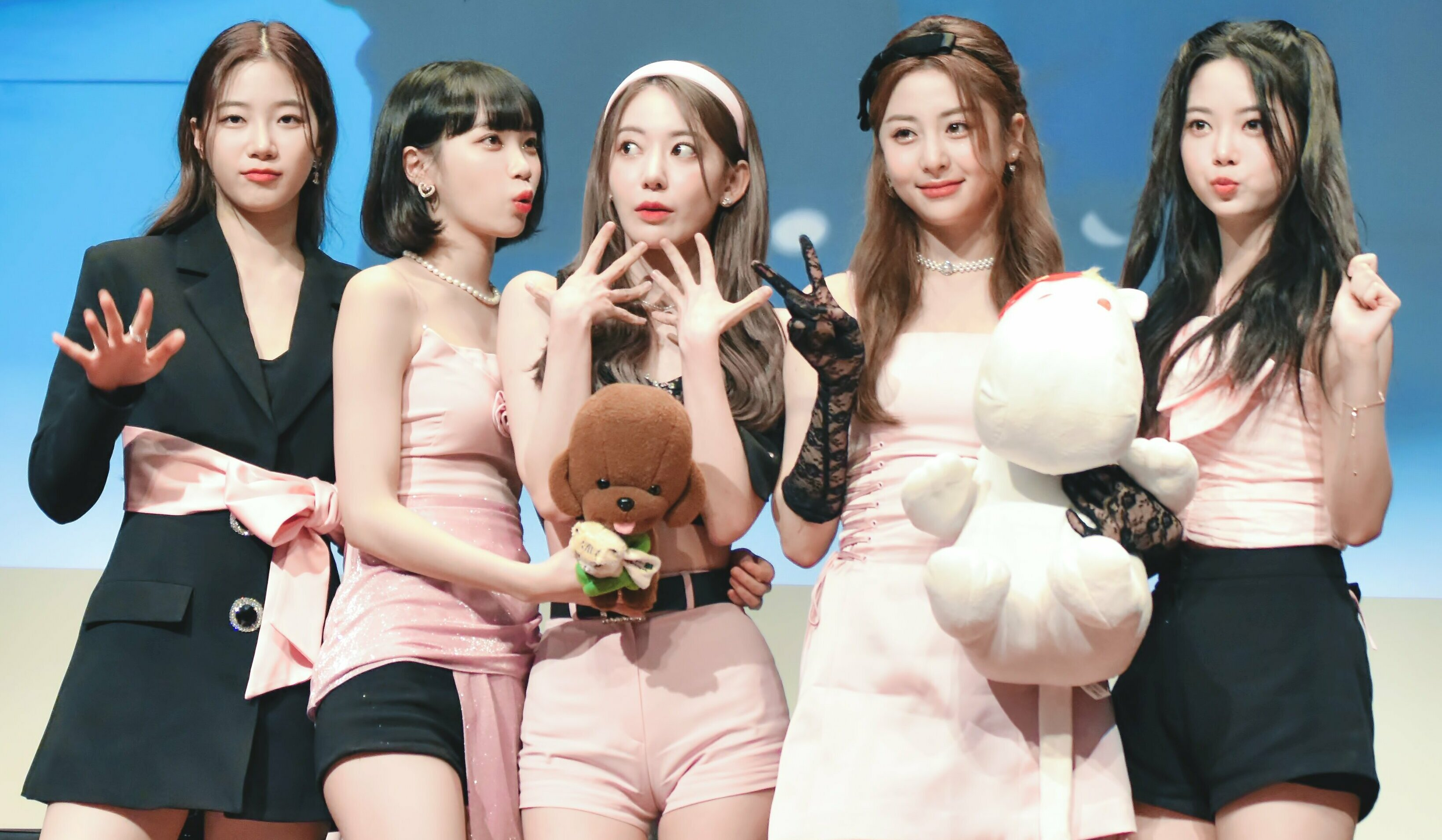
LE SSERAFIM（2022年6月2日）

2022年3月28日0時、ガールズグループの名称「LE SSERAFIM」（ルセラフィム）を自社のウェブサイト上で発表した。

### 2024年
2024年2月5日、約4年5か月ぶりの対面形式で次世代ガールズグループの発掘に向け、国籍や居住地を問わず、07年以降に生まれた女性を対象に来月2024年3月からにソウルなど6都市でオーディションを開催すると発表。応募分野はボーカル、ラップ、ダンス、その他（楽器・演技・作曲）に分かれている。日本では福岡の福岡スクールオブミュージック高等専修学校を会場として行う予定。
2024年2月26日から上記オーディションを世界各国で順次開始予定

## 所属

### 現在所属しているアーティスト
- LE SSERAFIM
  - サクラ、キム・チェウォン、ホ・ユンジン、カズハ、ホン・ウンチェ

### かつて所属していたアーティスト
- 8eight
- GLAM
- Eden Beats
- MIO
- カン・ミヨン
- GFRIEND
  - ソウォン、イェリン、ウナ、ユジュ、シンビ、オムジ
- LE SSERAFIM（旧メンバー）
  - キム・ガラム